# 34576 Leeshangjung
34576 Leeshangjung este o planetă minoră (asteroid), cu un diametru de 6,372 km, din centura de asteroizi. A fost descoperită pe 27 septembrie 2000 la Experimental Test Site⁠(d) de Lincoln Near-Earth Asteroid Research. 
Obiectul prezintă o orbită caracterizată de o semiaxă mare de 2,9027328 UAi, o excentricitate de 0,09, o înclinație de 7,03747 ° în raport cu ecliptica.